# Basiliche in Spagna
Elenco delle basiliche presenti nella Spagna, in ordine alfabetico delle località
- Ágreda
  - Chiesa di Nostra Signora dei Miracoli
- Alba de Tormes
  - Basilica di Santa Teresa (Decreto del 05.09.1870)
- Algemesí
  - Basilica di San Giacomo Apostolo (Decreto del 16.01.1986)
- Alicante
  - Chiesa di Santa Maria   (Decreto del 02.03.2006)
- Andújar
  - Basilica di Nostra Signora del Capo (Decreto del 21.04.2010)
- Arcos de la Frontera
  - Basílica de Santa María de la Asunción (Decreto del 03.02.1993)
- Aspe
  - Basílica de Nuestra Señora del Socorro (Decreto del 15.07.2006)
- Azpeitia
  - Basílica de San Ignacio de Loyola (Decreto del 12.01.1921)
- Barcellona
  - Cattedrale della Santa Croce e Sant'Eulalia (Decreto del 12.08.1867)
  - Basílica de la Mare de Déu de la Mercè i de Sant Miquel Arcàngel (Decreto dell'11.07.1918)
  - Basilica di Santa Maria del Mar (Decreto del 09.03.1923)
  - Chiesa di Santa Maria del Pi (Decreto del 28.10.1925)
  - Basílica de Sant Josep Oriol (Decreto dell'11.03.1936)
  - Basílica dels Sants Just i Pastor (Decreto del 22.03.1946)
  - Temple expiatori del Sagrat Cor de Jesús (Decreto del 29.09.1961)
  - Basílica de la Puríssima Concepció (Decreto del 20.02.2009)
  - Sagrada Família (Decreto del 07.11.2010)
- Bilbao
  - Cattedrale di San Giacomo (Decreto dell'11.06.1819)
  - Basílica de Nuestra Señora de Begoña (Decreto del 27.03.1908)
- Candelaria (Canarie)
  - Basilica di Nostra Signora della Candelaria (Decreto del 24.01.2011)
- Cangas del Narcea
  - Basílica de Santa María Magdalena (Decreto del 18.11.1992)
- Caravaca de la Cruz
  - Santuario della Vera Cruz (Decreto del 03.12.2007)
- Cartagena (Spagna)
  - Real Basílica de la Virgen de la Caridad (Decreto del 23.03.2012)
- Castelló d'Empúries
  - Basílica de Santa Maria (Decreto del 04.04.2006)
- Castellón de la Plana
  - Basílica de Santa María de Lledó (Decreto del 18.03.1983)
- Ciudad Real
  - Catedral de Nuestra Seňora del Prado (Decreto del 25.02.1967)
- Ciutadella de Menorca
  - Catedral Basílica de Santa María (Decreto del 18.09.1953)
- Colmenar Viejo
  - Basilica dell'Assunzione di Nostra Signora (Decreto del 23.01.2002)
- Cordova
  - Basílica de San Pedro Apóstol (Decreto del 23.11.2005)
- Covadonga
  - Basílica de Santa María la Real (Decreto dell'11.09.1901)
- Durango (Spagna)
  - Basílica de Santa María de Uribarri (Decreto del 05.12.2001)
- El Puerto de Santa María
  - Basílica de Nuestra Señora de los Milagros Prioral (Decreto del 24.09.2014)
- Elche
  - Basílica de Santa María de Elche (Decreto del 26.05.1951)
- Elorrio
  - Basílica de la Purísima Concepción (Sortzez Garbia) (Decreto del 25.06.1966)
- Escorca
  - Santuario de Santa María de Lluc (Decreto del 30.06.1962)
- Foz
  - Basilica de San Martín de Mondoñedo (Decreto del 07.02.2007)
- Gijón
  - Basílica-Santuario del Sagrado Corazón (Decreto del 28.10.2003)
- Gerona
  - Basílica de Sant Feliu (Decreto del 31.05.2011)
- Granada
  - Basílica San Juan de Dios (Decreto del 22.11.1916)
  - Basílica Nuestra Señora de las Angustias (Decreto del 08.11.1922)
- Graus
  - Basílica de Santa María de la Peña (Decreto del 1810)
- Guadalupe (Spagna)
  - Monastero reale di Santa Maria de Guadalupe (Decreto del 17.06.1955)
- Huesca
  - Basílica de San Lorenzo (Decreto del 22.04.1884)
- Igualada
  - Basílica de Santa Maria (Decreto del 26.11.1948)
- Jaén
  - Basílica de San Ildefonso (Decreto del 09.06.2010)
- Jerez de la Frontera
  - Basílica de la Merced (Jerez de la Frontera)   (Decreto dell'11.11.1949)
  - Basílica del Carmen de Jerez de la Frontera (Decreto del 28.06.1967)
- Las Palmas de Gran Canaria
  - Cattedrale di Sant'Anna (Las Palmas de Gran Canaria) (Decreto del 17.06.1894)
- Lekeitio
  - Basílica de la Asunción de Nuestra Señora (Decreto del 1884)
- León (Spagna)
  - Real Basílica di Sant'Isidoro (Decreto del 04.04.1942)
- Linares (Spagna)
  - Basílica de Santa María la Mayor (Decreto del 05.04.2016)
- Llanes
  - Catedral Basílica de Santa Maria de la Asunción de Llanes (Decreto del 25.04.1973)
- Lugo (Spagna)
  - Catedral Basílica de Nuestra Señora del Carmen (Decreto del 15.04.1896)
- Madrid
  - Collegiata di Sant'Isidoro
  - Real Basílica de Nuestra Señora de Atocha (Decreto del 12.11.1863)
  - Basílica de San Vicente de Paul (Basílica de la Milagrosa) (Decreto del 13.06.1923)
  - Basílica Pontificia de San Miguel (Decreto del 06.09.1930)
  - Basilica Reale di San Francesco il Grande (Decreto del 30.06.1962)
  - Basílica de Jesús de Medinaceli (Decreto del 01.09.1973)
  - Basílica de la Concepción de Nuestra Señora (Decreto del 16.04.2014)
- Malaga
  - Cattedrale dell'Incarnazione (Decreto del 13.03.1855)
  - Basílica del Dulce Nombre de Jesús Nazareno del Paso y Maria Santísima de la Esperanza (Decreto del 28.05.1998)
  - Basílica de Nuestra Señora de la Victoria y de las Mercedes (Decreto del 13.03.2007)
- Manresa
  - Basilica di Santa Maria de la Seu de Manresa (Decreto del 12.03.1886)
- Mataró
  - Basílica de Santa Maria de Mataró (Decreto del 14.03.1928)
- Mérida (Spagna)
  - Basílica de Santa Eulalia (Decreto del 23.09.2014)
- Mondoñedo
  - Cattedrale dell'Assunzione di Maria Vergine (Decreto del 07.11.1962)
- Monistrol de Montserrat
  - Monastero di Santa Maria de Montserrat (Decreto del 08.03.1881)
- Montilla
  - Basílica Santuario de San Juan de Ávila (Decreto del 20.06.2012)
- Morella
  - Basílica de Santa María la Mayor (Decreto del 19.07.1958)
- Oñati
  - Basílica Nuestra Señora de Aránzazu (Decreto del 09.11.1921)
- Oria (Almería)
  - Basílica de Nuestra Señora de las Mercedes (Decreto del 1890)
- Oviedo
  - Cattedrale del Santo Salvatore (Oviedo) (Decreto del 20.08.1872)
  - Basílica de San Juan el Real (Decreto del 24.09.2014)
- Palma di Maiorca
  - Cattedrale di Santa Maria (Palma di Maiorca) (Decreto del 09.09.1905)
  - Basílica de San Francisco (Decreto del 14.05.1943)
- Ponferrada
  - Basílica de Nuestra Señora de la Encina (Decreto del 12.07.1958)
- Pontevedra
  - Basílica de Santa María La Mayor (Decreto del 10.01.1962)
- Portugalete
  - Basílica de Santa María de Portugalete (Decreto del 27.02.1951)
- Queralbs
  - Basílica de Nuestra Señora de Núria (Decreto del 23.09.2014)
- Salamanca
  - Cattedrale di Santa Maria (Decreto del 26.12.1854)
- San Lorenzo de El Escorial
  - Monastero dell'Escorial
- San Lorenzo de El Escorial
  - Abbazia della Santa Croce della Valle dei Caduti  (Decreto del 07.04.1960)
- San Sebastián
  - Basílica de Santa María del Coro (Decreto del 12.02.1973)
- Sanlúcar de Barrameda
  - Basílica de Nuestra Señora de la Caridad (Decreto del 19.02.1997)
- Santander
  - Catedral Basílica de Santa María y Santos Mártires Emeterio y Celedonio
- Santiago di Compostela
  - Cattedrale di Santiago di Compostela
- Santo Domingo de Silos
  - Monastero di Santo Domingo de Silos (Decreto del 24.11.2000)
- Saragozza
  - Basilica di Nostra Signora del Pilar (Decreto del 28.05.1948)
  - Basílica de Santa Engracia (Decreto del 12.09.1991)
- Segorbe
  - Catedral de la Asunción de la Virgen (Decreto del 02.05.1985)
- Sigüenza
  - Catedral Basílica de La Asunción (Decreto del 28.05.1948)
- Siviglia
  - Basílica de Santa María de la Esperanza Macarena (Decreto del 12.11.1966)
  - Basílica de Nuestro Padre Jesús del Gran Poder (Decreto del 29.12.1992)
  - Basílica Santuario de María Auxiliadora (Decreto del 29.05.2008)
  - Basílica del Santísimo Cristo de la Expiración (Decreto del 22.02.2012)
- Solsona
  - Catedral de Santa María (Decreto del 09.07.1953)
- Talavera de la Reina
  - Basílica de Nuestra Señora del Prado (Decreto del 14.02.1989)
- Tarragona
  - Cattedrale di Santa Maria  (Decreto del 19.09.1894)
- Telde
  - Basílica de San Juan Bautista (Decreto del 06.04.1973)
- Tella-Sin
  - Basílica de Nuestra Señora de Badaín
- Teror
  - Basílica Nuestra Señora del Pino (Decreto del 27.10.1915)
- Terrassa
  - Cattedrale dello Spirito Santo (Terrassa) (Decreto del 10.03.1951)
- Tortosa
  - Catedral Basílica de la Virgen de los Dolores (Decreto del 25.06.1919)
- Tremp
  - Basílica de la Mare de Deu de Valldeflors (Decreto del 10.01.1923)
- Úbeda
  - Iglesia de Santa María de los Reales Alcázares (Decreto del 23.09.2014)
- Urgell
  - Catedral de Santa Maria de la Seu d’Urgell (Decreto del 09.12.1905)
- Valencia
  - Cattedrale di Valencia (Decreto del 16.09.1886)
  - Real Basílica Nuestra Señora de los Desamparados (Decreto del 21.04.1948)
  - Basílica San Vicente Ferrer (Decreto del 13.07.1951)
- Valladolid
  - Santuario Nacional de la Gran Promesa (Decreto del 12.05.1964)
- Valverde de la Virgen
  - Basílica de la Virgen del Camino (Decreto del 24.02.2009)
- Vic
  - Cattedrale di San Pietro (Decreto del 27.06.1893)
- Vilafranca del Penedès
  - Basílica de Santa María (Decreto del 16.08.1919)
- Vila-real
  - Basílica de San Pascual Baylón (Decreto del 25.03.1996)
- Vimbodí i Poblet
  - Monastero di Santa Maria di Poblet (Decreto dell'11.01.1963)
- Vitoria
  - Cattedrale di Santa Maria (Vitoria) (Decreto del 08.05.1844)
- Xàtiva
  - Collegiata basílica de Santa Maria (Decreto del 07.11.1973)
- Yecla
  - Basílica de la Purísima Concepción (Decreto del 22.11.1868)